# Obstáculo
Um obstáculo, ou óbice, é um objeto, coisa, ação ou situação que causa um impedimento, forma uma barreira, cria uma dificuldade, um incômodo ou um transtorno para se alcançar objetivos concretos. Há, portanto, diferentes tipos de obstáculos, que podem ser físicos, econômicos, bio-psico-sócio-culturais, políticos, tecnológicos ou até militares.

## Obstáculos físicos

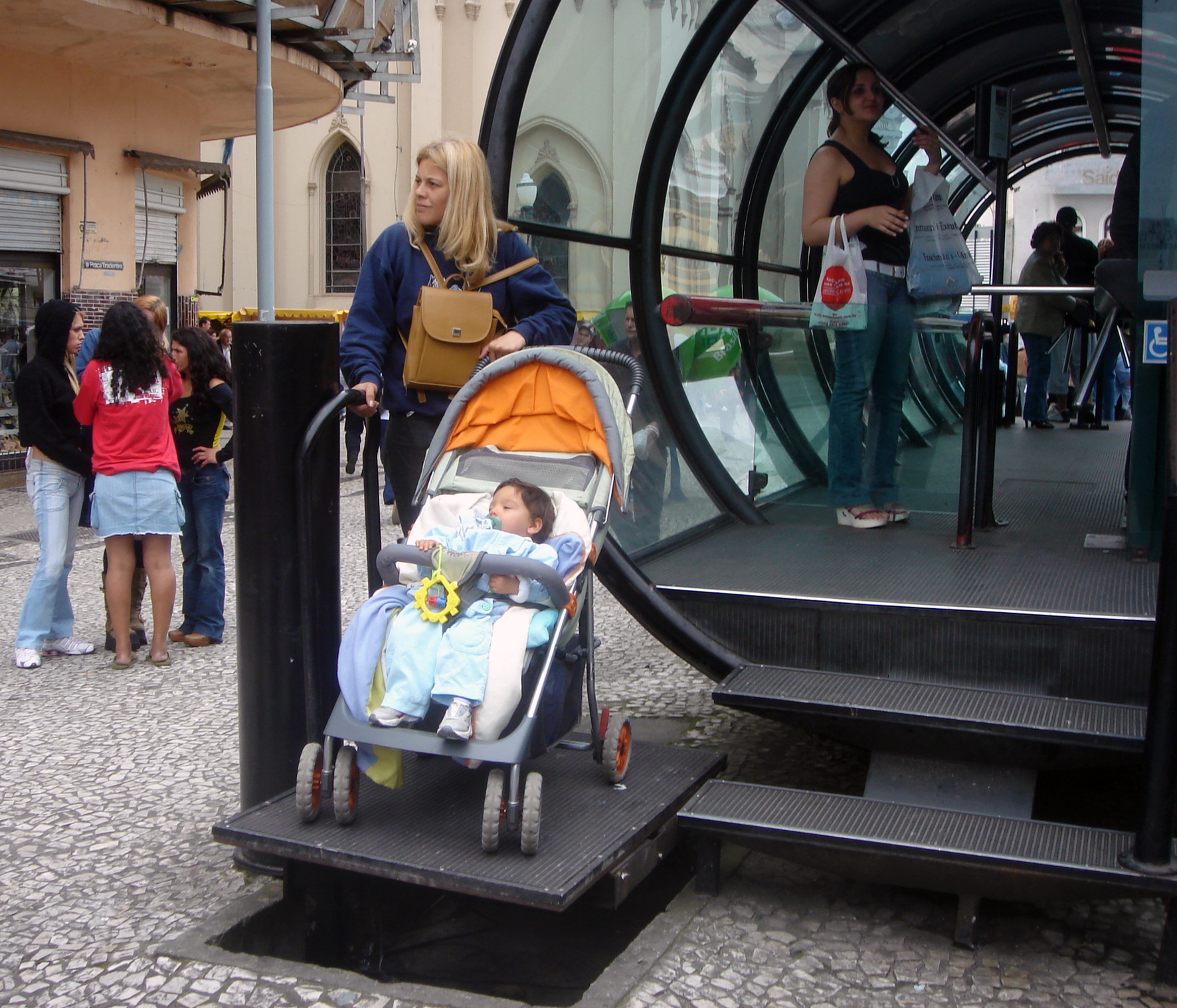
Acessibilidade universal na Rede Integrada de Transporte público de Curitiba, Paraná, Brasil.

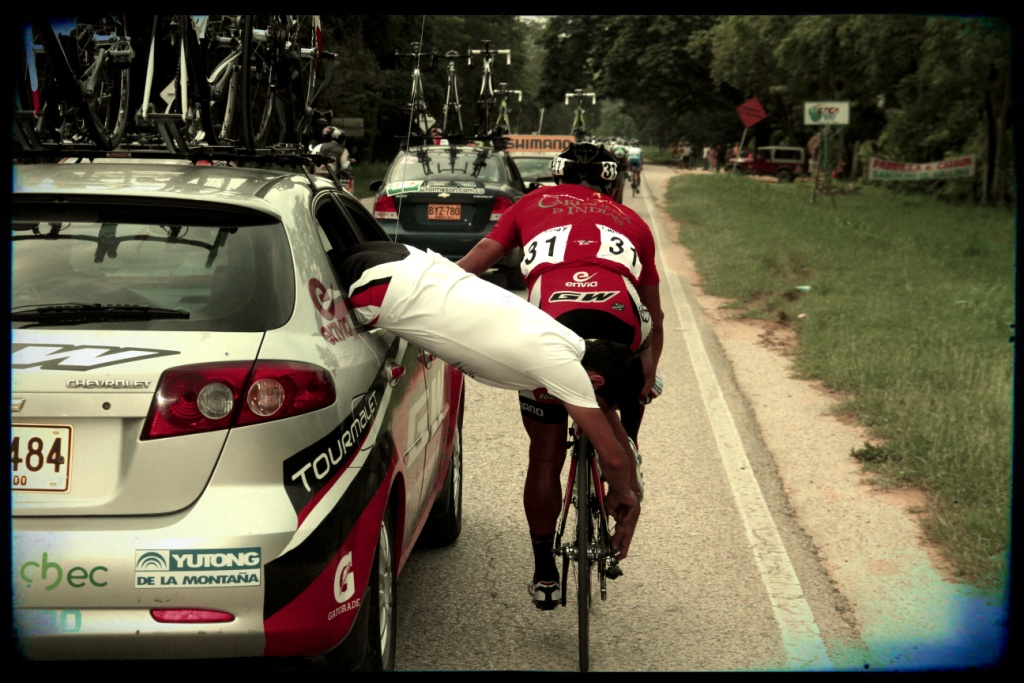

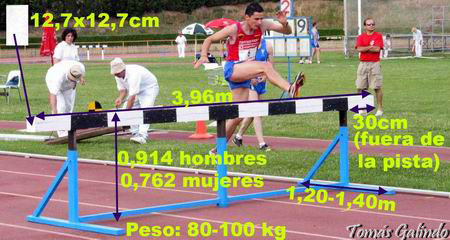

Como obstáculos físicos, podem-se enumerar todas aquelas barreiras físicas que se interpõem a uma ação e que impedem o progresso ou a consecução de um objetivo concreto. São exemplos:
- os obstáculos arquitetônicos que dificultam a acessibilidade de pessoas com mobilidade reduzida, como idosos, gestantes, crianças e deficientes físicos;
- as portas, portões e sistemas de controles de acesso a moradias, prédios, estabelecimentos comerciais e até cidades, para impedir a entrada de intrusos ou invasores;
- as cancelas, portões ou barreiras que regulam o acesso de entrada e saída de veículos em estacionamentos controlados;
- grandes objetos, árvores caídas ou desmoronamentos em vias de circulação, como trilhas, passeios, ruas, estradas, ferrovias, hidrovias ou aeródromos, impedindo a mobilidade de pessoas, automóveis, caminhões, trens, barcos e navios ou aeronaves;
- bancos de areia e/ou recifes, rochosos ou de corais, em lagos, rios, mares ou oceanos, impedindo a navegabilidade de barcos ou navios;
- morros, montanhas, fenômenos meteorológicos diversos, tais como nuvens, chuva, granizo, tempestades, raios, ventos, tornados, ciclones, poluentes e/ou cinzas vulcânicas em suspensão na atmosfera, assim como a redução ou a ausência de iluminação, causada pela sombra de nuvens muito densas ou pelo anoitecer, o tráfego aéreo intenso ou congestionado, impedindo a  navegabilidade aérea de aeronaves;
- meteoros, meteoritos, micrometeoritos, poeira cósmica, cometas, detritos espaciais, radiação eletromagnética ou campo gravitacional muito intenso, impedindo a navegabilidade espacial de espaçonaves.

## Obstáculos no esporte

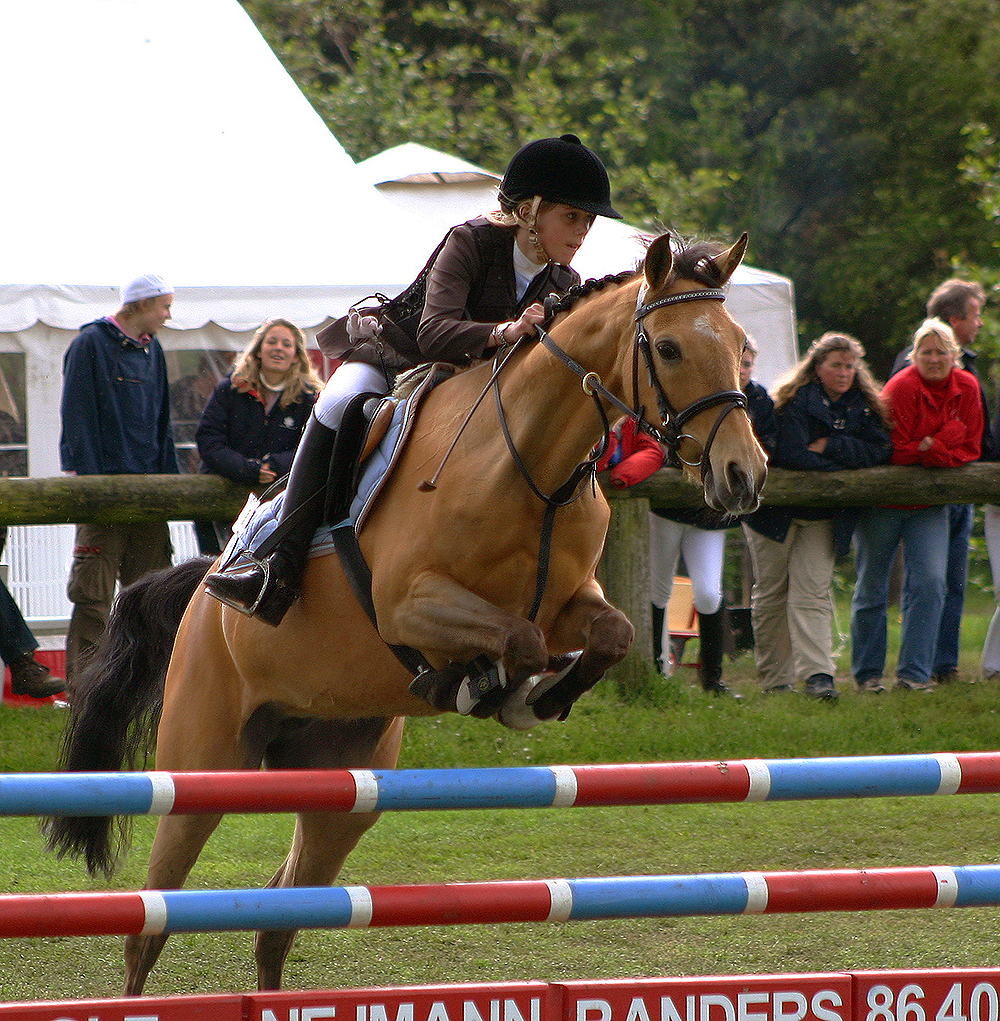
Um jovem competidor se apresenta em salto sobre obstáculo a cavalo na Dinamarca.

Na prática de esportes, foram introduzidas nas regras de competição uma variedade de barreiras físicas ou obstáculos, para torná-las ainda mais difíceis e competitivas:
- no atletismo, existem obstáculos nas provas de corrida de 110 metros e de 3000 metros com barreiras, assim como no salto em altura e no salto com vara;
- nas competições de hipismo, há também as provas de salto sobre obstáculos;
- no tênis e no voleibol, se interpõe a rede, como obstáculo que divide a quadra;
- no ciclismo, motociclismo e automobilismo, se interpõem desenhos de circuitos com traçados difíceis para obstaculizar e tornar mais difícil a competição;
- nos esportes coletivos, como o futebol, o basquetebol e o voleibol, os jogadores de ataque são obstaculizados pelos jogadores de defesa, que os dificultam a se deslocar ou lançar a bola em direção à trave, cesta ou quadra adversária, e marcar gols ou pontos;
- em outros esportes, tais como o Parkour, cujo objetivo para o competidor é o de se deslocar de um ponto a outro da maneira mais fluida e rápida possível, pulando os obstáculos da arquitetura urbana que se interponham no caminho.

## Obstáculos econômicos

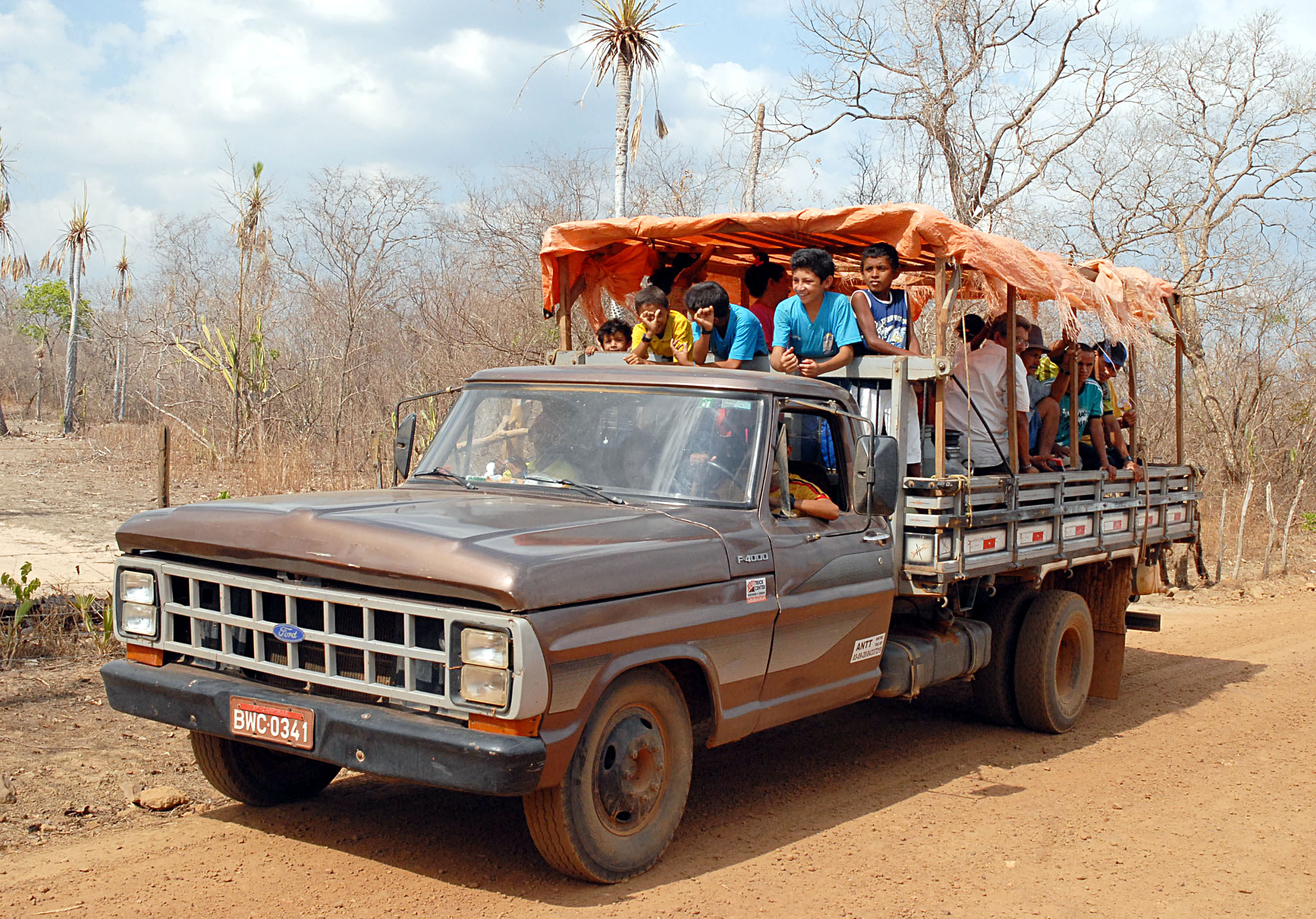
Cena comum de emigração durante a seca do Nordeste do Brasil. Aqui, moradores do município de Caraúbas do Piauí são transportados em uma camionete ao estilo "pau-de-arara".

Podem ser definidos como aqueles elementos de carência material que as pessoas podem ter para atingir determinados objetivos, tais como:
- a falta de dinheiro ou de recursos econômico-financeiros, como obstáculo ao desenvolvimento de certos projetos;
- a falta de água, como obstáculo à capacidade humana de produzir determinadas culturas no campo e à sua própria sobrevivência;
- a falta de luz, como obstáculo à mobilidade, à noite;
- a falta de energia elétrica, como obstáculo aos benefícios proporcionados pelo uso de aparelhos eletrodomésticos e da luz elétrica;
- a falta de escolas e de professores, como obstáculo à educação e à plenitude da cidadania;
- a falta de hospitais e de médicos, como obstáculo a um sistema de promoção da saúde pública;
- a falta de infraestrutura de transporte, como obstáculo às atividades comerciais, industriais, turísticas, entre outras, e ao desenvolvimento econômico.

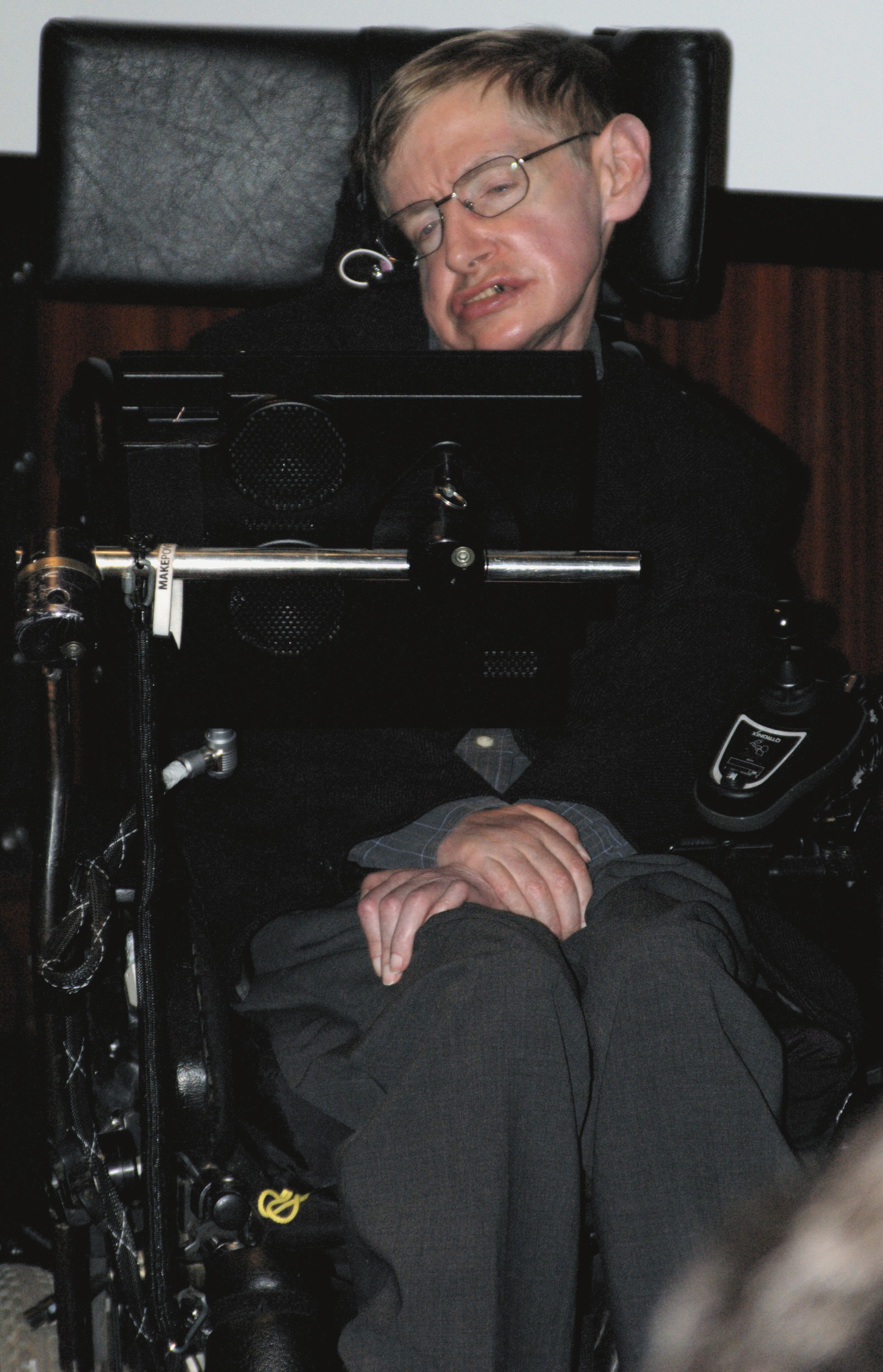
O cientista Stephen Hawking, portador de deficiência física, na inauguração do Laboratório de Astronomia e Partículas, em Paris, oportunidade na qual também lançou a versão francesa do seu livro "Deus criou os (números) inteiros" (2006).

## Obstáculos bio-psico-sócio-culturais
São os Obstáculos que as pessoas têm de natureza biológica, psíquica, social ou cultural que lhes impedem ou dificultam de alcançar certos objetivos, como por exemplo:
- as doenças, como obstáculo à vida humana em plenitude;
- a deficiência física, como obstáculo à mobilidade do deficiente físico, que pode ser facilitada por recursos de acessibilidade;
- a timidez, como obstáculo às relações sociais;
- o medo, como obstáculo que impede o enfrentamento de eventuais inimigos ou adversários sócio-políticos, assim como barreiras econômicas ou tecnológicas;
- o isolamento ou exclusão social do indivíduo de atividades socioculturais, como obstáculo à sua integração na comunidade onde vive ou trabalha.
- a falta de coordenação psicomotora, como obstáculo para o desenvolvimento de habilidades qualificadas;
- o nível de domínio do idioma que se fala, ou as diferenças entre os idiomas falados, como obstáculo para as relações sociais nacionais ou internacionais;
- as diferentes religiões, como obstáculo ao entendimento moral ou ao diálogo inter-religioso, no âmbito nacional ou internacional;

## Obstáculos políticos
São impedimentos ou dificuldades que grupos de cidadãos, seus representantes políticos, partidos políticos ou países se interpõem, de forma a obstaculizar certas ações dos seus adversários, tais como:
- o impedimento da consecução de aspirações da minoria política pela maioria no parlamento, através da votação, durante o processo legislativo;
- a patrulha ideológica, a perseguição e o aprisionamento por razões políticas;
- o bloqueio da capacidade de influência política e econômica internacional de um país por meio da articulação de uma ou mais alianças ou tratados bilaterais ou multilaterais entre países contrários a essa influência.

## Obstáculos tecnológicos

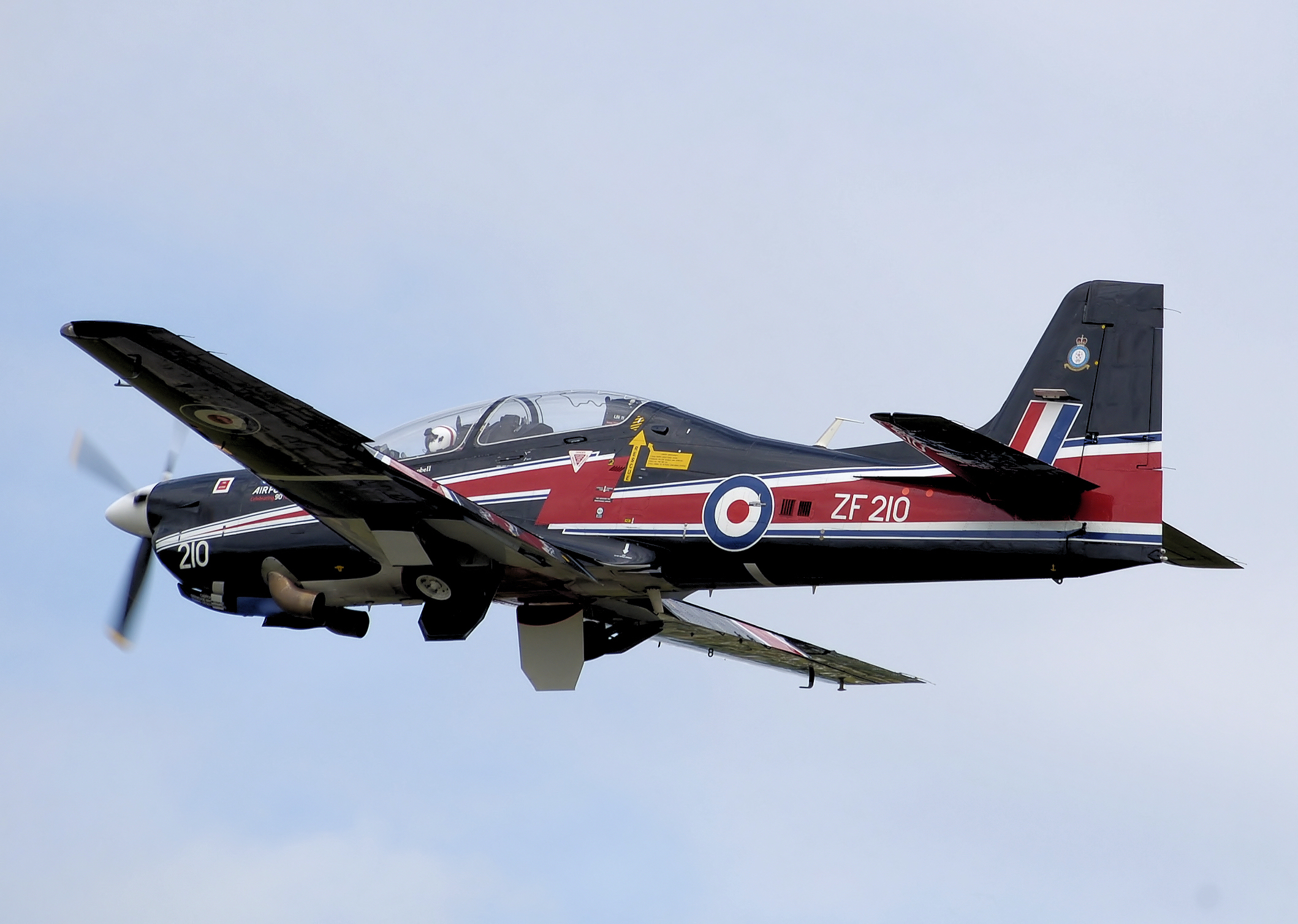
Royal Air Force Short Tucano T1, uma versão modificada do brasileiro Embraer EMB-312 Tucano, construído sob licença da Embraer pela Short Brothers, de Belfast, na Irlanda do Norte. (Junho 2008)

A melhoria das condições de vida de qualquer comunidade humana é desafiada constantemente pela necessidade de tecnologias ainda inacessíveis ou inexistentes, que podem ser adquiridas de outras comunidades que já as tenham desenvolvido, ou por desenvolvimento autóctone, devendo-se suplantar, em ambos os casos, barreiras como as seguintes:
- na transferência de tecnologia entre diferentes países, a capacidade de negociação comercial e diplomática com os países fornecedores das novas tecnologias almejadas;
- no desenvolvimento autóctone, o nível educacional da comunidade ou do país, o acervo de informações especializadas a que tem acesso, a sua base tecnológica e industrial, o nível institucional da sua capacidade de pesquisa, desenvolvimento e inovação científico-tecnológica e o nível de colaboração internacional praticado.

## Obstáculos militares

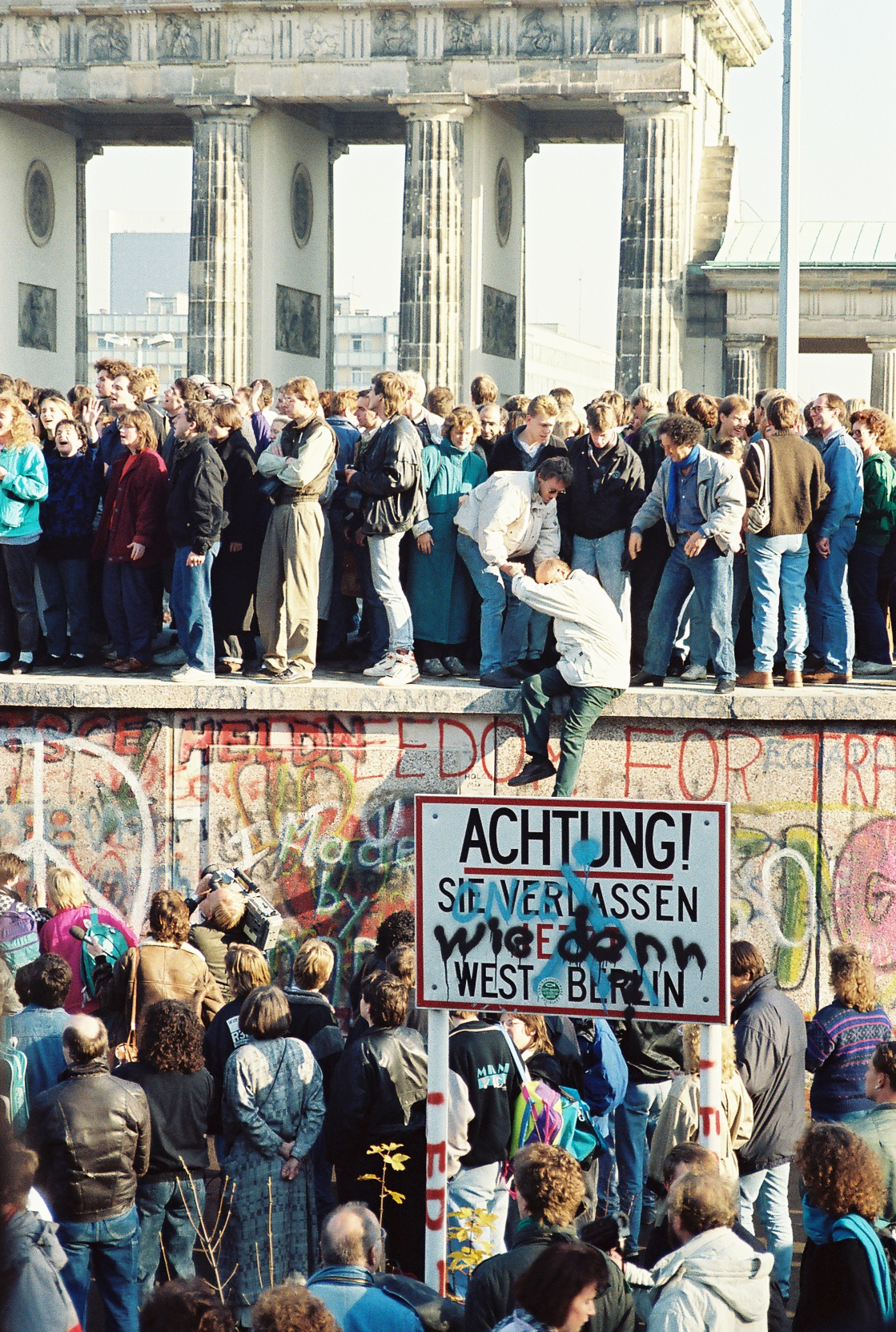
O muro de Berlim foi construído na guerra fria como barreira militar. Foto tirada durante sua derrubada, na altura do Portão de Brandemburgo, em 10 de Novembro de 1989.

Quando diferentes comunidades ou países não conseguem desenvolver boas relações de convivência, sendo fronteiriços ou não, por razões econômicas, culturais ou políticas, podem ultrapassar os limites das negociações diplomáticas, criando obstáculos de natureza militar defensivos ou ofensivos aos seus adversários ou inimigos, tais como:
- o bloqueio ou a destruição de recursos físicos ou logísticos de interligação, como pontes, estradas, portos ou aeroportos, criando obstáculos à migração, ao comércio, ao turismo, etc;
- a invasão do território alheio, visando o bloqueio, a destruição ou o usufruto de recursos físicos, logísticos ou estratégicos, como obstáculo a possíveis ameaças existentes.